# El Carrizal, Villa Sola de Vega
El Carrizal är en ort i Mexiko.   Den ligger i kommunen Villa Sola de Vega och delstaten Oaxaca, i den sydöstra delen av landet, 400 km sydost om huvudstaden Mexico City. El Carrizal ligger 948 meter över havet och antalet invånare är 339.
Terrängen runt El Carrizal är kuperad åt nordost, men åt sydväst är den bergig. El Carrizal ligger nere i en dal. Runt El Carrizal är det glesbefolkat, med 17 invånare per kvadratkilometer. Närmaste större samhälle är Santa Catarina Juquila, 19,5 km sydväst om El Carrizal. I omgivningarna runt El Carrizal växer huvudsakligen savannskog.